# CEERS–93316
A CEERS-93316 magas vöröseltolódású galaxis, ami az Ökörhajcsár csillagképben található. Felfedezésekor azt hitték, hogy a legtávolabbi és legidősebb megfigyelt galaxis volt. Jelenleg (2023. június) a pontos vöröseltolódásról nincs egyezmény, így a galaxis életkora nem pontosan ismert. Ha az eredetileg mért 16,74-os vöröseltolódás a megfelelő mérés, akkor könnyen a legidősebb galaxis lehet.
A galaxis jelenlegi távolsága a Földtől nagyjából 25,7 milliárd fényév.

## Felfedezése
A galaxist a CEERS-program fedezte fel, a James Webb űrtávcső felvételeit felhasználva, 2022 júliusában.